# Джизакский областной комитет КП Узбекистана
Джизакский областной комитет КП Узбекистана — орган управления Джизакской областной парторганизацией, существовавшей в 1973—1988 и 1990—1991 годах.
Джизакская область образована 29.12.1973. До этого территория области входила в состав Самаркандской, а с 16.03.1963 — Сырдарьинской областей. 6.09.1988 вошла в состав Сырдарьинской области, причём областной центр был перенесен в г. Джизак.
Воссоздана 16.02.1990, с 1992 — Джизакский вилайет.

## Первые секретари обкома
12.1973-1978 Таиров, Сеит Меметович (с 12.1973 по 1.02.1974 председатель оргбюро ЦК КП Узбекистана по Джизакской области)
1978— 18.02.1983 Баймиров, Тухтамыш
18.02.1983- 3.04.1985 Шагазатов, Хабибулла Абдумажитович
3.04.1985-09.1988 Умаров, Ислам Султанович
09.1988-02.1990 Сырдарьинский областной комитет КП Узбекистана
7.03.1990-14.09.1991 Турсунов, Эркин Турсунович